# Emil Sedlák
Emil Sedlák (7. října 1910, Trnava – ?) byl český dělník, úředník a voják.

## Biografie
Emil Sedlák se narodil v roce 1910 v Trnavě, jeho otec pracoval jako zemědělec a tak i Emil Sedlák nastoupil na dvouletou hospodářskou školu v Třebíči a po škole nastoupil do lihovaru v Náramči jako praktikant. Mezi lety 1930 a 1932 byl na vojně v Polsku a následně nastoupil do Slovanské pojišťovny v Brně. Po zahájení druhé světové války z pozice obchodního cestujícího pomáhal Obraně národa, ale roku 1940 měl být zatčen gestapem a tak se rozhodl odejít z Československa. Přes Slovensko, Maďarsko a Sýrii se dostal do Libanonu, kde nastoupil do cizinecké legie. Po kapitulaci Francie přešel do britské armády a byl převelen do Haify a následně do Gedery. V Gedeře v červnu 1940 vstoupil do československé armády a v březnu roku 1941 se jednotka Emila Sedláka přesunula k Alexandrii.
V Egyptě působili jako obrana Degheilé, následně pak od května téhož roku jednotka bojovala v Sýrii, kde působila až do října roku 1941. Poté se vojáci přesunuli do Palestiny a opět do Alexandrie, odkud odpluli do Tobruku. Po vyhrané bitvě o Tobruk se jednotka opět vrátila do Haify. Později jednotka bojovala u Bejrútu a po opětovném napadení Tobruku se jednotka vrátila i tam. V srpnu 1943 byli vojáci přesunuti do Velké Británie a od října téhož roku působil jako tankista a od srpna roku 1944 působila jednotka ve Francii. Bojoval také u Dunkerku, později byl při další bitvě ve Francii těžce zraněn a převezen do Anglie, kde se léčil až do října 1945.
Po skončení války se vrátil do Prahy a navštívil Trnavu. Nastoupil jako úředník na ministerstvo národní obrany, tam pracoval do roku 1953. Posléze byl z větší části v invalidním důchodu.
Je čestným občanem obce Trnava, obdržel dva Československé válečné kříže 1939, československou medaili Za chrabrost, československou vojenskou pamětní medaili, pamětní medaili Velké Británie, Military Medal, medaili Africa Star, medaili Afrika Korp, medaili Afrika Star 1939/45 a další ocenění.